# Manikion jezik
Manikion jezik (mantion, sougb, sogh; ISO 639-3: mnx), jedan od tri papuanska jezika porodice East Bird's Head, kojeg u nekih 50 sela južno od Manokwarija na jugoistoku poluotoka Vogelkop govori oko 12 000 ljudi (1987 SIL).
Nazivi Manikion i mantion nadjenuli su obalni naseljenici domorodačkoj populaciji koja se služi ovim jezikom (Cowan, 1953), a ima 4 dijalekta. Po nekim autorima sjeverni je (manikion) i južni (mantion).
Sela (Voorhoeve 1975): Hoktu, Ira, Siwi, Aromi, Kofo, Testega, Ugarameta, Tuhoko, Mioguda, Timoforo, Maruru, Mesi, Hukbya, Taigehi, Sibjo, Tisi, Tehubero, Kistaho, Tisebra, Menera, Horimes, Sesure, Aitagera, Fukeho, Trumen, Siego, Tsitseri, Horna, Terofu, Mainminha, Bohobin, Urma, Merina, Morin, Nuswamar, Irahima, Mayikus, Jagiro, Mosum, Masieta, Mombati, Mosmir, Sabira, Ambo, Mosbi, Aukunega, Pamaha, Saguemba, Tomsusiri, Sunggodes, Tomakatera, Kofo, Siskedobo, Hungku, Huwermata, Aisxerum, Aiwisa, Fanemato, Warmu, Marisiyin, Ugesba, Tyum, Arisum, Anyesita, Itehotma, Surerei, Dridaga.

## Vanjske poveznice
- Ethnologue (14th)
- Ethnologue (15th)
- Karta[neaktivna poveznica]